# Уральский автомобильный завод
АО «Автомобильный завод „Урал“» — российский производитель грузовых автомобилей. Полное наименование — АО «Автомобильный завод „Урал“». Расположен в городе Миассе Челябинской области.
Основан по решению Государственного комитета обороны СССР. До 1991 года являлся государственным предприятием в составе Министерства автомобильной промышленности СССР. В 2001 году был полностью приватизирован и вошёл в состав машиностроительного холдинга «Руспромавто».
Из-за вторжения России на Украину, завод находится под международными санкциями всех стран Евросоюза, Канады, США, Японии и Швейцарии

## История
- 5 июля 1939 года — нарком боеприпасов СССР И. П. Сергеев подписал приказ № 123сс, гласивший: «Вновь строящемуся корпусному авиабомбовому заводу в районе города Миасса Челябинской области присвоить № 316».
- 30 ноября 1941 года — решение Государственного комитета обороны об организации в городе Миассе автомоторного и литейного производств, эвакуированных с московского завода имени Сталина[4].
- март 1942 года — начало работы первого цеха нового завода.
- апрель 1942 года — собраны первые двигатели и коробки передач.
- 14 февраля 1943 года — преобразование завода в автомобильный.
- 8 июля 1944 года — с конвейера сошёл первый грузовик ЗИС-5B.
- 30 сентября 1944 года с конвейера сошёл тысячный автомобиль ЗИС-5B.
- 1949 год — подготовка к производству перспективного грузового автомобиля УралЗИС-353. Подготовка растянулась на 8 лет. В 1956 году была освоена переходная модель 355, с 1957-го 355В.
- 1950-е годы — начало спортивной истории «УралЗИС». В октябре 1957 года в Ростове-на-Дону проходили Всесоюзные соревнования по автомобильному спорту. В них участвовали 98 машин марки ЗИС-150, ГАЗ-63, ГАЗ-51, среди них — шесть машин «УралЗИС-355В». Все первые места завоевала команда уральцев.
- 1958 год — освоен выпуск двухосного грузового автомобиля УралЗИС-355М, который использовался при освоении целинных земель Урала, Сибири и Казахстана.
- 1961 год — выпуск первых грузовых трёхосных автомобилей повышенной проходимости Урал-375. За разработку конструкции и внедрение в производство этого автомобиля Уральский автозавод награждён дипломом ВДНХ СССР первой степени.
- 1962 год — завод изменил название с «УралЗИС» на «УралАЗ».
- 1966 год — завод награждён орденом Трудового Красного Знамени.
- 1977 год — освоение производства семейства грузовых автомобилей Урал-4320 повышенной проходимости с дизельным двигателем.
- 21 января 1986 года — выпущен миллионный автомобиль марки «Урал».
- июнь 2000 — в рамках реструктуризации создано дочернее предприятие «Автомобильный завод „Урал“».
- 2001 — ОАО «Автомобильный завод „Урал“» вошло в состав крупнейшего российского автохолдинга «Руспромавто».
- 2005—2019 — входила в группу ГАЗ.
- 2007—2008 — реализация программы активного освоения шасси автомобиля Урал-63685 под размещение различного навесного оборудования. Созданы автокран грузоподъёмностью 40 тонн, автоцистерны, автобетоносмесители, сортиментовозы, самосвалы с трёхсторонней разгрузкой, металловоз.
- 2020—2023 — входила в группу «UMG СДМ»[5].
- с 31 мая 2023 года — активы автозавода «Урал» (Миасс Челябинской области), принадлежавшие бизнесмену Дмитрию Стрежневу, проданы менеджменту предприятия[6].

## Директора

### Уральский автомобильный завод
- Дурнов Кузьма Данилович (ноябрь 1941 — март 1943)
- Хламов Григорий Сергеевич (март 1943 — февраль 1946)
- и. о. Воробей Александр Константинович (март — июль 1946)
- Синицын, Иван Флегонтович (июль 1946 — ноябрь 1950)
- Рухадзе, Александр Константинович (ноябрь 1950 — июнь 1957)
- Храмцов, Пётр Дмитриевич (июнь 1957? — август 1958)
- Андерс, Александр Александрович (август 1958—1960)
- Гурушкин, Виктор Алексеевич (1960 — апрель 1970)
- Жугин, Николай Григорьевич (апрель 1970—1976)
- Трубеев, Виктор Васильевич (1976 — май 1983)
- Рязанов, Михаил Осипович (май 1983 — июнь 1988)
- Горожанинов, Юрий Иванович (июнь 1988 — июнь 1998)
- Панов, Валерий Викторович (июнь 1998 — август 2003) — внешний управляющий

### Автомобильный завод «Урал»
- Новик, Владимир Леонидович (сентябрь 2001 — сентябрь 2003)
- Корман, Виктор Христофорович (1 октября 2003 — 30 сентября 2013)
- Кадылкин, Виктор Сергеевич (с сентября 2013 г.— март 2019)
- Яковлев, Павел Александрович (с марта 2019 г.)

## Деятельность
Завод выпускает бортовые грузовики повышенной проходимости для коммерческого рынка (лесная промышленность, строительный сектор, нефтегазовый):
- Урал (с модификациями) с колёсными формулами 4×4, 6×6, 8×8 — Урал 4320, Урал-532301, Урал-632302
- самосвалы — Урал 63685, Урал 6563, Урал 583156
- вахтовые автобусы — Урал 32552, Урал 32551
- седельные тягачи — Урал 44202 тягач, Урал 63704
- автоцистерны на шасси Урал 5557
- трубоплетевозы на шасси Урал 690222
- другие модификации.

В 1994 году на базе российского завода «УралАЗ» совместно с итальянским автоконцерном «Iveco» было основано российско-итальянское предприятие тяжёлых грузовиков «Ивеко-УралАЗ» (впоследствии «Ивеко-АМТ»), выпускающего самосвалы, седельные тягачи, лесовозы, сортиментовозы и шасси по лицензии Iveco. Производственная мощность завода на 2001 год до 35000 автомобилей в год.
В 2008 году подготовлено производство дорожных самосвалов Урал-63685 и Урал-6563 с увеличенными объёмами кузова.
В июне 2023 года гендиректор автомобильного завода «Урал» Павел Яковлев сообщил о начале 1 июля строительства нового сборочного корпуса мощностью 5,5 тысяч автомобилей в год в рамках пятилетней инвестиционной программы общим объёмом в более чем 20 млрд рублей. Запуск в эксплуатацию запланирован на 1 января 2025 года. Новые производственные мощности планируется оснастить отечественным, а также китайским и индийским оборудованием, основная часть которого уже подобрана. В мае 2023 года завод вышел на показатели, гарантирующие выполнение плана в 15,6 тысяч грузовых автомобилей в год, что в 1,5 раза больше результата предыдущего года.

### Показатели деятельности
В 2001 году выпущено 10,1 тысяч грузовиков. В 2006 году предприятие выпустило 9952 автомобиля (9420 грузовиков и 532 автобуса), в 2007 году — 15 754 автомобиля (из них 14 764 грузовика и 990 автобусов), в 2008 году — 15 158 единиц (14 176 грузовиков и 982 автобуса), в 2009 году — 6829 автомобилей (6557 грузовиков и 272 автобуса), в 2010 году — 10 660 единиц (10 062 грузовика и 598 автобусов), в 2011 году — 11 635 (10 752 грузовика и 883 автобуса). Автомобильный завод "Урал" (Миасс, Челябинская область) в 2023 году собрал 14,27 тыс. автомобилей.
Выручка предприятия за 2008 год составила 18,59 миллиардов рублей (за 2007 год — 17,61 миллиардов рублей), чистый убыток — 4,3 миллиардов рублей (в 2007 году — чистая прибыль 3,774 миллиардов рублей..

### Экспорт
Традиционными покупателями продукции Уральского автозавода являлись страны Ближнего Востока. По состоянию на 2015 год экспорт в дальнее зарубежье составил около 7000 автомобилей, 35 % общих продаж «Урала» уходило зарубежным покупателям 12 стран, причём на долю Египта приходилось 94 % поставок. В 2016 году планировалось расширить географию экспорта до 20 стран.

## Продукция

### Выпускавшаяся до 1991 года продукция
Семейство Урал-375:
- Первое поколение (1959—1964 гг.):
  - Урал-375, Урал-375С, Урал-375Т
- Второе поколение (1964—1991 гг.):
  - Полноприводные Урал-375Д и его версии
  - Дорожные Урал-377 (колёсная формула 6×4) и его версии

Семейство «Суша» (1978—1993 гг.):
- Урал-4320
- Урал-5323

Специальные машины высокой проходимости:
- Урал-5920 — гусеничный снегоболотоходный транспортёр

### Выпускавшаяся после 1991 года продукция
После 1991 года УралАЗ выпускал следующий ряд шасси грузовых машин, широко используемых для автомобилей со специальными нагрузками и со стандартными бортовыми или самосвальными кузовами и седельными устройствами:
- Урал-43223/43225/44223;
- Урал-55223/55224.

Бескапотное дорожное семейство (с 2004 года):
- Первого поколение (2004 года):
  - Урал-6363 — бортовой грузовик с колёсной формулой 4 × 2. Выпущен опытный экземпляр в 2004 году.
  - Урал-63645 — самосвал с колёсной формулой 6 × 4. Выпущены два опытных экземпляра в 2004 и 2005 годах.
- Урал-6470 (6х4) — седельный тягач
- Урал-6563 (8х4)
  - Урал-583106 — самосвал (8×4, 25 тонн, 16 м³)
  - Урал-65515 — самосвал (8×4, 23,4 тонны, м³)
- Урал-632361 (10х10)

Семейство дорожных Урал-63xx/65xx
- Урал-63685 (6х4)
  - Урал-583134 — самосвал
  - Урал-583109 — самосвал (6×4, 20 тонн, 12 м³)
  - Урал-65514 — самосвал (6×4, 19,3 тонны, 15 м³)
  - Урал-65541-10 — самосвал (6×4, 20,1 тонны, трёхсторонняя разгрузка)
  - Урал-46151-02 — автоцистерна для пищевых жидкостей
  - Урал-66131-04 — автотопливозаправщик
  - Урал-63773 — сортиментовоз
  - Урал-63774 — металловоз
  - Урал-69364Р/69364N — автобетоносмеситель
- Урал-6367 (4х2)
  - Урал-63674 — седельный тягач:
- Урал-6464 (6х4) — седельный тягач американской капотной концепции. В 2005 году показали выставочный образец. В 2007 году выпустили два автомобиля с изменённым дизайном бампера и новой светотехникой.

### Автомобили, выпускаемые после 2000-х годов
- Урал NEXT (капотная кабина)
  - Самосвалы
  - Бортовые автомобили
  - Седельные тягачи
  - Вахтовые автобусы
- Урал М (бескапотная кабина)
  - Самосвалы
  - Бортовые автомобили
  - Седельные тягачи
  - Вахтовые автобусы
- Урал 4320 (капотная кабина)
  - Самосвалы
  - Бортовые автомобили
  - Седельные тягачи
  - Вахтовые автобусы

Неполный привод:
- Урал Next 6х4 (капотная кабина)
  - Самосвал (73945)
  - Седельный тягач (7470)
- Автомобиль Урал-С35510 6х4 (бескапотный)
  - Урал-С35510-P251630
  - Урал-С35510-R251630

Газовые автомобили:
- Урал CNG/LNG (капотная и бескапотная кабины)
  - Самосвалы
  - Бортовые автомобили
  - Седельные тягачи
  - Вахтовые автобусы

В 2015 году автозавод «Урал» вывел на рынок новый продукт: полноприводной автомобиль «Урал Next» (с колёсными формулами 4×4 и 6×6). В 2018 году началось производство автомобилей нового дорожного семейства «Урал NEXT 6х4» с капотной кабиной, которые могут использоваться на дорогах общего пользования и технологических дорогах.
В 2020 году автозавод «Урал» вывел на рынок тяжёлый грузовик «Урал-9593» с колёсной формулой 8×8. Его вес составляет 44 тонны, а грузоподъёмность до 30 тонн.
В 2023 году завод «Урал Авто» на выставке «Comtrans-2023» представил модульную электроплатформу с унифицированным шасси (колесная формула — 4х2), грузоподъемность — 11 тонн. Также в рамках эко-проектов был представлен самосвал «Урал С355B0» 6х4 LNG полной массой до 35 тонн с газовым двигателем мощностью 420 л.с. и криобаком 450 л.

## Санкции
16 декабря 2022 года завод «Урал» внесён в санкционные списки стран Евросоюза, как «производитель грузовых автомобилей и один из основных поставщиков бронированных грузовиков для российских вооруженных сил которые использовалась во время агрессивной войны России против Украины. Таким образом, завод несет ответственность за поддержку действий, подрывающих или угрожающих территориальной целостности, суверенитету и независимости Украины. Кроме того автомобильный завод получает выгоду от правительства Российской Федерации, которое несет ответственность за аннексию Крыма и дестабилизацию Украины».
23 февраля 2023 года завод попал в санкционный список Канады против предприятий, участвующих в оборонной промышленности России и производстве вооружения которое Россия использует на Украине. 1 мая 2024 года, за «полномасштабную войну и применение химического оружия против Украины», Уральский автомобильный завод включён в блокирующий санкционный список США как производитель военной техники, в том числе Урал-4320 и «Тайфун», которые используются российскими военными на Украине. Кроме того, под американские санкции попал генеральный директор завода Павел Яковлев.
Также, по аналогичным основаниям, завод находится в санкционных списках Японии, Швейцарии и Украины.

## Руководство
- 1970—1976 — Жугин, Николай Григорьевич
- с марта 2019 года — Яковлев, Павел Александрович[21]

## Галерея
- Торнадо-Г на базе Урал-4320.
- Урал-43206
- Урал-4320-5557
- Урал-63704.
- Урал-44202-59.
- Урал-6361[исп.].
- Вахтовый автобус Урал NEXT.